# Доповідь
До́повідь — один із видів монологічного мовлення: публічне, розгорнуте, офіційне повідомлення з певного питання, засноване на залученні документальних даних.
Вміст доповіді — це представлена інформація, що відбиває суть питання або дослідження щодо певної ситуації. Часто складається з інформації про службову справу, що спрямовується керівництву або вищій посадовій особі.
Мета доповіді — інформувати кого-небудь про що-небудь. Утім, доповіді можуть містити такі елементи як рекомендації, пропозиції або інші мотиваційні пропозиції. Доповідь часто має структуру наукового дослідження: вступ, методи, результати та обговорення.

## Тези доповіді
Тези доповіді — опубліковані на початку наукової конференції (з'їзду, симпозіуму), матеріали попереднього характеру, що містять виклад основних аспектів наукової доповіді.
Алгоритм тези можна подати так: теза — обґрунтування — доказ — аргумент — результат — перспектива.
Тези доповіді, будь-якої наукової публікації оформляють згідно з вимогами:
1. обсяг тез може бути в межах 2-3 сторінки машинописного тексту через 1,5-2 інтервали.
2. формулювання кожної тези починається з нового рядка, кожна з яких має самостійну думку, висловлену в одному або кількох реченнях;
3. у правому верхньому куті розміщують прізвище автора та його ініціали та доповнюють відомостями про нього;
4. назва тез доповіді коротко відображає головну ідею, думку, положення (2-5 слів);
5. послідовність викладу змісту може бути наступна: актуальність, проблеми; стан розробки проблеми в науці і практиці; основна ідея, положення, висновки дослідження; основні результати та їх практичне значення. В тезах зазвичай не використовують цитати, цифровий матеріал.

Формулювання кожної тези починається з нового рядка, кожна теза має самостійну думку, висловлену в одному або кількох реченнях.

## Типи і формати
Доповіді, як і звіти, можуть бути усними або письмовими. Формат доповіді може бути як простим, із заголовками за темами, так і складнішим — в нього можуть включатися: діаграми, таблиці, малюнки, фотографії, реферати, резюме, додатки, виноски, посилання, гіперпосилання, печа-куча.

## У юриспруденції
Доповідь — юридичний термін, в цивільному суді означає виклад суті справи одним із суддів (доповідачем), а в кримінальному суді (саме в апеляційній та касаційній інстанції) — виклад справи одним з членів суду.